# Željko Milinovič
Željko Milinovič (sinh ngày 12 tháng 10 năm 1969 ở Ljubljana) là một cựu cầu thủ bóng đá Slovenia từng tham dự các giải đấu lớn như Giải vô địch bóng đá châu Âu 2000 và Giải vô địch bóng đá thế giới 2002.

## Thống kê sự nghiệp
| Đội tuyển bóng đá Slovenia | Đội tuyển bóng đá Slovenia | Đội tuyển bóng đá Slovenia |
| Năm                        | Trận                       | Bàn                        |
| -------------------------- | -------------------------- | -------------------------- |
| 1997                       | 1                          | 0                          |
| 1998                       | 2                          | 0                          |
| 1999                       | 9                          | 0                          |
| 2000                       | 11                         | 2                          |
| 2001                       | 8                          | 1                          |
| 2002                       | 7                          | 0                          |
| Tổng cộng                  | 38                         | 3                          |